# Xavier Léon
Xavier Léon (Boulogne-Billancourt, 21 de maig de 1868 - París, 21 d'octubre de 1935) va ser un filòsof i historiador de la filosofia francès.
És el fundador de la  Revue de métaphysique et de morale i el 1901 de la Société française de philosophie (Societat francesa de filosofia). Va organitzar el primer gran Congrés Internacional de Filosofia el 1900. És un especialista en la filosofia de Fichte i una figura destacada de la institució filosòfica francesa sota la Tercera República.
A 1893 Léon - juntament amb Élie Halévy i altres - va ajudar a fundar la revista filosòfica francesa Revue de Métaphysique et de la morale. Léon va romandre editor de la revista fins a la seva mort el 1935, quan va ser contractat per la companyia de Dominique Parodi. El 1900 es va fundar el Congrés Internacional de Filosofia i en 1901 la Société Française de Philosophie (Societat francesa de filosofia). Va escriure extensament sobre Johann Gottlieb Fichte.
Va ser sebollit a la secció jueva del Cementiri del Père-Lachaise.

## Filosofia
Guéroult Martial interpreta la filosofia de Xavier Léon com la recerca d'un equilibri entre la moral i la metafísica, entre les exigències del cor i les de la raó. Xavier Léon va començar a llegir Sittenlehre (Teoria de la moral) de Johann Gottlieb Fichte. Léon es converteix no només en un historiador, sinó en un veritable deixeble de Fichte. Va començar a estudiar el conjunt del sistema. El mateix desig de reconciliació s'expressa en la fundació de la Revista de la metafísica i la moral. És afirmar la regla de la raó contra el positivisme i el misticisme. Metafísica morals es van unir com una afirmació del principi de la llibertat que és la base del sistema. León veu a Fichte com un defensor dels principis de 1789, l'afirmació kantiana de la primacia de la raó i la llibertat, una revolucionària de concepció jacobina, anti-imperialista.No canvia de posició durant la guerra de 1914-1918, mentre que la filosofia alemanya està desacreditada a França i Fichte acusat de ser l'hereld.

## Obres
- La filosofia de Fichte, conserva la seva relació amb la consciència contemporània, París: F. Alcan, 1902
- Fichte i la seva època, París: Colin, 1922
- Establiment i predicació de la doctrina de la llibertat: la vida de Fichte fins a la sortida de Jena (1762-1799), 1922. La lluita per l'emancipació nacional (1806 - 1813), 1924
- Fichte a Berlín (1799 - 1813): la lluita per l'emancipació nacional (1806 - 1813), 1927